# Llanos

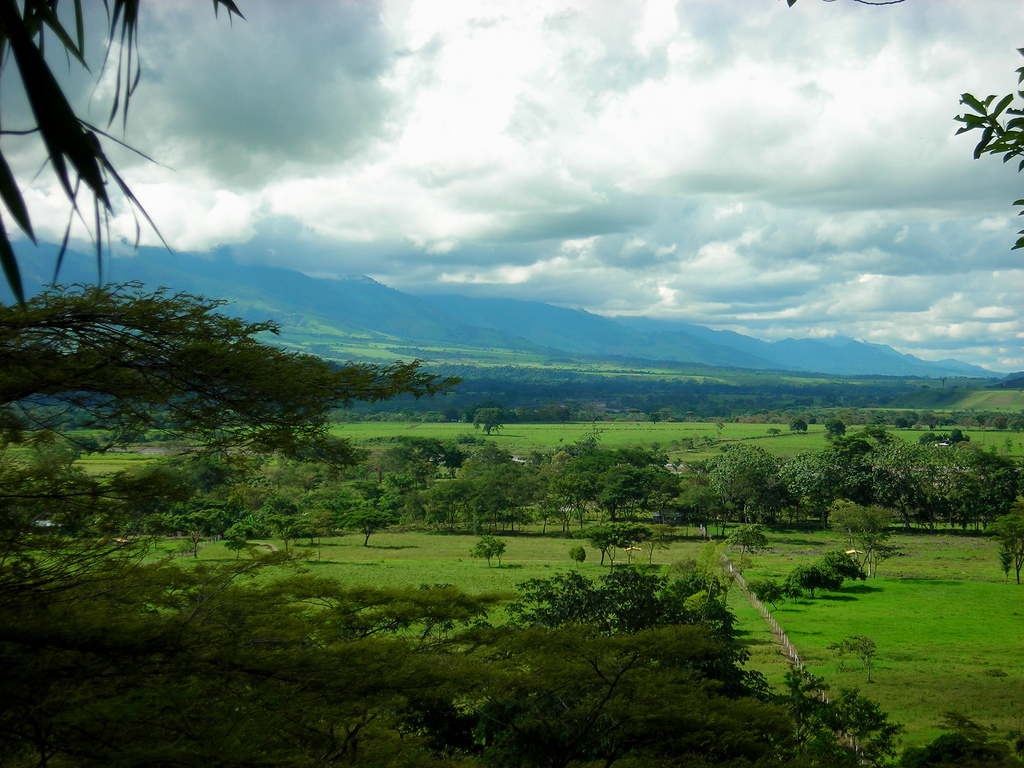
Os llanos na Colômbia.

Os Llanos (do castelhano llanos, plainos ou planícies; português: Lhanos) são uma vasta região do norte da América do Sul, situada maioritariamente na bacia do rio Orinoco, considerada como um dos ecossistemas mais importantes da Terra e enquadrado no bioma correspondente às savanas.
O clima dos llanos caracteriza-se pela elevada temperatura do ar e pela existência de duas estações bem marcadas: a estação das chuvas; e a estação seca. Assim, é uma das variantes do clima tropical com estação seca, a que corresponde o tipo Aw na classificação climática de Köppen-Geiger. Embora sendo em geral húmido, tem períodos de seca mais ou menos intensa. A temperatura do ar é elevada (em média anual acima dos 25 °C), embora possa ser bem menor nos llanos sitos a elevadas altitudes, onde a suavidade do clima se aproxima dos climas tropicais alpinos.
A existência deste clima intertropical de savana associada ao facto da região se situar no interior do continente, e por isso com ausência de influência marítima, permite uma maior amplitude térmica diária que nas zonas costeiras. As temperaturas mais baixas registam-se nas épocas das chuvas, ou seja em Agosto e Setembro, mas a amplitude térmica anual é em geral pouco significativa.
A importância económica dos llanos deve-se a esta ser uma região apta para a bovinicultura extensiva e para a agricultura. Também existe uma importante actividade petrolífera nas regiões de Arauca, Casanare, Anzoátegui, Apure e Monagas.
Os habitantes da região, os llaneros, são considerados gente hospitaleira e excelentes cavaleiros e vaqueiro. O principal ritmo musical dos llanos é o Joropo, cuja origem é disputada apaixonadamente por colombianos e venezuelanos.

## História
Em 1528 foi criada a Capitanía General de Venezuela por parte da Coroa Espanhola, a qual incorporou a maioria dos territórios dos llanos na Venezuela. Em consequência da Venezuela não ter aceite o Tratado Pombo-Michelena e o traçado fronteiriço nele incluído, a Colômbia anexou parte dos territórios do então oeste venezuelano, na sua maioria pertencente aos llanos, razão pela qual esta extensa região se encontra actualmente repartida entre os dois países.

## Divisão geográfica deLos Llanos
Os llanos formam parte do território de dois países: Colômbia (na parte conhecida por Llanos Orientales) e Venezuela. A divisão político-administrativa é a seguinte:
- Venezuela — no território venezuelano, os llanos estão incoporados nos estados de Apure, Barinas, Portuguesa, Cojedes, Guárico, Anzoátegui e Monagas. Os Llanos venezuelanos concentram cerca de 14% dos habitantes do país. Na Venezuela os llanos dividem-se em três regiões:
  - Llanos occidentales: incorporados nos estados de Apure, Barinas e Portuguesa, correspondentes ao território em geral identificado como os llanos venezuelanos;
  - Llanos centrales: região aplainada dos estados de Guárico e Cojedes, no centro do país;
  - Llanos orientales: região que ocupa boa parte dos estados de Anzoátegui e Monagas.
- No território colombiano, os llanos localizam-se nos departamentos de Arauca, Casanare, Vichada, Guainía, Meta, Vaupés e Guaviare, com uma parte no departamento de Caqueta.

## Cidades dosllanos

### Venezuela
Das 24 entidades federais venezuelanas sete são dos llanos:
- Apure
  - Cidades:
    - San Fernando de Apure, capital do estado, com 132 000 habitantes (2001).
    - Elorza, capital do Município Rómulo Gallegos, conta com aproximadamente 22 000 habitantes
    - Guasdualito, com 88 598 habitantes (2001)
    - Ciudad Sucre, inaugurada durante a presidência de Rafael Caldera, aproximadamente 10 000 habitantes
- Barinas
  - Cidades:
    - Barinas, capital do estado, com 263 272 habitantes (2001).
- Portuguesa
  - Cidades:
    - Guanare, capital do estado, com 157 470 habitantes (2001).
    - Acarigua - Araure, área metropolitana com 266 921 habitantes (2001).
- Cojedes
  - Cidades:
    - San Carlos, capital do estado, com 83 957 habitantes (2001).
    - Tinaquillo, com 73 584 habitantes (2001).
- Guárico
  - Cidades:
    - San Juan de Los Morros, capital do estado, com 93 406 habitantes ( 2001).
    - Calabozo, com 108 559 habitantes (2001).
    - Valle de la Pascua, com 258 812 habitantes (2001).
    - Altagracia de Orituco, com 45 729 habitantes (2001).
    - Zaraza com 54 168 habitantes (2001).
- Anzoátegui
  - Cidades:
    - Barcelona, capital do estado, com 359 984 habitantes (2001); forma uma área metropolitana com Puerto la Cruz, Lechería e Guanta, que tinha cerca de  800 000 habitantes (2001).
    - El Tigre, com 147 800 habitantes.
    - Anaco, com 101 172 habitantes (2001).
    - San José de Guanipa, com 64 016 habitantes (2001)
    - Cantaura, com 59 189 habitantes (2001)
- Monagas
  - Cidades:
    - Maturín, capital do estado, com 404 649 habitantes no seu município (2001).
    - Punta de Mata, com 52 122 habitantes (2001).

### Colômbia
- Villavicencio - capital do departamento do Meta, com 300 000 habitantes
- Puerto López - Importante porto no rio Meta
- Arauca - capital do departamento homónimo.
- Tame - Segunda cidade mais importante do Arauca.
- Saravena - Importante centro petroleiro do Arauca.
- Yopal - Capital departamental do Casanare.
- Puerto Carreño - Capital departamental do Vichada.
- Inírida - Capital departamental da Guainía.
- Mitú - Capital do departamento de Vaupés.
- San José del Guaviare - Capital do departamento de Guaviare.

## Infra-estrutura
- A Ponte Internacional José Antonio Páez que une as cidades de El Amparo, na Venezuela, e Arauca, na Colômbia, é uma das obras de infra-estrutura mais importantes da região.
- A estrada marginal de la selva que se situa em construção, é um projecto que procura integrar a região dos llanos com a região amazónica dos países andinos.